# Der Superfighter
Der Superfighter (Originaltitel: chinesisch A計劃 / A计划, Pinyin 'A' Jìhuà, Jyutping 'A' Gai3waak6, kantonesisch 'A' Gai Waak – „Plan A, Projekt A“; internationaler Titel: englisch Project A) ist eine 1983 in Hongkong gedrehte Martial-Arts-Komödie mit Jackie Chan in der Hauptrolle. Dieser führte auch Regie und war Stuntkoordinator. 1987 erschien die Fortsetzung Projekt B.

## Handlung
Ende des 19. Jahrhunderts machen Piraten unter Führung des brutalen Freibeuterkapitäns Sam Pau wiederholt den Hafen von Hongkong unsicher. Deshalb wird Dragon Ma (Jackie Chan), ein Offizier der Küstenwache, damit beauftragt, den Anführer der Bande zu verhaften. Doch um den Auftrag durchführen zu können, muss dieser mit der regulären Polizei zusammenarbeiten, mit der er schon mehrmals handfeste Auseinandersetzungen hatte. Während eines Ausbildungskurses gerät er dabei immer wieder in Zwistigkeiten mit seinem Trainer Hong Tin-tsu (Yuen Biao).
Als Dragon Ma dann einen Verräter enttarnt und mit ansehen muss, wie die Polizei diesen laufen lässt, ermittelt er ohne die Polizei weiter und schleicht sich mit zwei Vertrauten, dem feisten Tagedieb Fei und Hong Tin-tsu, ins Piratenquartier ein, das sich auf einer geheimen Insel im chinesischen Meer befindet.
Dort halten diese gerade eine Gruppe von Engländern gefangen, um sie gegen Waffen einzutauschen. Als die Eindringlinge entdeckt werden, kommt es zu einem wilden Kampf, an dessen Ende aber die Guten triumphieren und das Piratenhauptquartier zerstören. Dragon Ma erhält daraufhin am Ende sogar eine Auszeichnung von der Polizei für seine Verdienste für Hongkong.

## Kritik
„Eine perfekte Mischung aus brillanten Actionszenen und trockenem Humor, der in der miserablen Synchronisation zu Kalauern degradiert wurde.“

## Auszeichnungen
Quelle: Internet Movie Database
- Golden Horse Film Festival 1984: Nominierung für Jackie Chan (Bester Schauspieler) und Nominierung für Peter Cheung aka Peter Cheung Yiu-Chung (Bester Schnitt)
- Hongkong Film Awards 1985: Nominierung für Jackie Chan (Bester Schauspieler) und Gewinner für den Stuntteam von Jackie Chan (Beste Action-Choreografie).[3]